# ポール・ウェストファル
ポール・ダグラス・ウェストファル (Paul Douglas Westphal, 1950年11月30日 - 2021年1月2日) は、北米プロバスケットボールリーグNBAの元バスケットボール選手、指導者。
カリフォルニア州トーランス出身、南カリフォルニア大学卒業。ポジションはガード、身長193cm、体重88kg。現役時代は小柄な白人選手としては異例とも言える抜群の身体能力を誇り、豪快なダンクを何度も披露している。現役引退後は大学、NBAのコーチを歴任し、2009年からキングスのヘッドコーチに就任した。1974年のボストン・セルティックス優勝メンバー。現役時代の全盛期を過ごしたフェニックス・サンズでチームをNBAファイナルに導き、現役を退いた後、今度はヘッドコーチとしてサンズをファイナルに導いた。背番号『44』はサンズの永久欠番になっている。

## 選手キャリア
航空高等学校卒業後、南カリフォルニア大学に進学したポール・ウェストファルは、1971-72シーズンには平均20.3得点5.3リバウンド5.1アシストの成績でオールアメリカ2ndチームに選ばれるなどの実績を残し、1972年のNBAドラフトでボストン・セルティックスから全体10位指名を受けてNBA入り。ジョン・ハブリチェック、デイブ・コーウェンスらを擁し、リーグ屈指の強豪チームだったセルティックスは1974年のNBAファイナルを制して優勝するが、この優勝についてルーキーのウェストファルが果たした役割は限定的なもので、レギュラーシーズン中は平均4.1得点、プレーオフ期間中は平均3.9得点の成績だった。2年目の1973-74シーズンに入ると本格的にローテーション入りし、1974-75シーズンには平均9.8得点まで成績を伸ばした。

### 伝説の1976年NBAファイナル第5戦
1975-76シーズン前、チャーリー・スコットとのトレードでウェストファルのフェニックス・サンズ移籍が決まる。選手層の厚いセルティックスでは控え選手だったウェストファルだが、中堅チームのサンズではエースへと昇格し、前年の成績を大幅に上回る平均20.5得点5.4アシスト2.6スティールを記録するという大成長を遂げた。新しいエースに牽引されたサンズも42勝40敗と勝ち越して6年ぶりのプレーオフ進出を決めると、プレーオフでは上位シード相手に次々とアップセットを起こし、創部8年目にして初のNBAファイナル進出を果たした。ファイナルの相手は皮肉にもウェストファルの古巣、ボストン・セルティックスだった。レギュラーシーズン中の戦績で遥かに上回るセルティックスが圧倒的に優位かに思われたが、サンズはセルティックス相手にも善戦し、2勝2敗で第5戦を迎えた。オーバータイムにもつれる接戦となった第5戦は、1回目のオーバータイムでも決着はつかず、2回目のオーバータイムへ突入。残り6秒でサンズは1点のリードを奪い、勝利をその手に掴みかけていたが、セルティックスのジョン・ハブリチェックに執念のシュートを決められ残り1秒という土壇場で逆転されてしまった。ここでウェストファルはタイムアウトを要求するが、この時点でサンズはタイムアウトを使い切っており、テクニカルファウルを食らってセルティックスにフリースロー1本を献上してしまう。しかしサンズは点差を2点に広げられるのと引き換えに、コート中央からのスローインという好条件を手にした（ウェストファルのテクニカルファウルがなければ、自陣のゴール下からのスローインとなるはずだった。この出来事により、リーグは翌シーズンからルールを変更している）。インバウンドパスを受け取ったガーフィールド・ハードは僅か1秒の間で見事にジャンプショットを決め、ファイナル第5戦は空前のトリプルオーバータイムへと突入した。両チームともすでに限界点を突破した時間帯にウェストファルはエースの名に恥じぬ活躍でセルティックスを追い詰めたが、最後はセルティックスの選手層の厚さに屈し、互いに死力を尽くした第5戦は128‐126でセルティックスの勝利となった。劇的な場面が相次いだこの第5戦は、ファイナル史上最高の試合として名高い。第6戦はセルティックスが勝利し、2勝4敗でサンズの敗退が決定。6年ぶりのプレーオフ進出からファイナルまで到達したこのシーズンのサンズの挑戦は終わった。
翌1976-77シーズンのサンズは34勝48敗で負け越し、プレーオフ出場も逃してしまうものの、ウェストファル個人は全盛期を迎えつつあり、平均21.3得点5.7アシストの成績を残して初のオールNBA1stチーム入りを果たすと共に、オールスターにも初出場した。1977-78シーズンにはキャリアハイとなる平均25.2得点をあげ、チームも49勝をあげてプレーオフに復帰。ウェストファルの絶頂期と共にサンズも最初の黄金期と言える時代を迎え、翌1978-79シーズンには初めて50勝に到達し、1979-80シーズンには55勝まで伸ばした。ウェストファル個人も4年連続でオールNBAチーム入りを果たし、オールスターにも選ばれ続けた。
1980-81シーズン前に、デニス・ジョンソンとのトレードでシアトル・スーパーソニックスに移籍するが、故障に見舞われ、僅か36試合しか出場できなかった。翌1981-82シーズンにフリーエージェントとなったウェストファルはニューヨーク・ニックスと契約するが故障から立ち直れず、1983-84シーズンに古巣サンズに戻り、シーズン終了後に現役から引退した。
- NBA通算成績
  - 824試合出場
  - 12,809得点（平均15.6得点）
  - 1,580リバウンド（平均1.9リバウンド）
  - 3,591アシスト（平均4.4アシスト）
  - FG成功率：50.4%
  - FT成功率：82.0%

- 主な業績
  - AP通信選出オールアメリカ2ndチーム （1971）
  - オールNBA1stチーム （1977, 1979, 1980）
  - オールNBA2ndチーム (1978)
  - NBAオールスターゲーム出場 （1977～1981）
  - 背番号『44』はフェニックス・サンズの永久欠番

## コーチキャリア
引退後の1988年からフェニックス市の大学でコーチキャリアをスタートさせ、その後フェニックス・サンズに戻り、コットン・フィッツシモンズヘッドコーチのもと、数年間アシスタントコーチを務めた。1992年、サンズは本拠地を新アリーナに移し、チームロゴ、ユニフォームを一新、大物選手チャールズ・バークレーを獲得するなどチームの大改革を進めたが、42歳のウェストファルをヘッドコーチに昇格させたのも大改革の一環だった。バークレー、ケビン・ジョンソン、ダニー・マニングら好選手が揃ったサンズはチーム記録となる62勝をあげてバークレーはシーズンMVPを受賞。サンズはプレーオフを勝ち上がり、サンズとウェストファルにとっては選手時代を通して2回目、17年ぶりとなるNBAファイナルの舞台に進んだ。対戦相手はマイケル・ジョーダン率いるシカゴ・ブルズだったが、このシリーズでもサンズとウェストファルは第3戦でトリプル・オーバータイムを戦っている。サンズは2勝4敗で破れ、またしても優勝はならなかった。以後もサンズは強豪として過ごし、ウェストファルのヘッドコーチ就任後、3シーズン連続で56勝以上をあげ、1994-95シーズンにはコーチとしては史上2番目の速さで150勝に到達したがプレーオフでは勝ち残れず、1995-96シーズンにシーズン序盤で負け越したのを契機にヘッドコーチから解任された。その後息子が通うフェニックス市の高校バスケットボール部のアシスタントコーチを務め、1998年にNBAに復帰。シアトル・スーパーソニックスのヘッドコーチに就任し、就任2年目の1999-00シーズンにはプレーオフに導くが、2000-01シーズンには解任された。2001年から2006年までをペパーダイン大学のコーチとして過ごし、2001‐02シーズンには22勝9敗の成績でNCAAトーナメントに導いている。その後はダラス・マーベリックスでアシスタントコーチを経て、2009年からサクラメント・キングスのヘッドコーチに就任したが、デマーカス・カズンズとの衝突もあり2011年に解任された。

## 個人成績
| †    | NBAチャンピオン |
| 太字 | キャリアハイ    |

### レギュラーシーズン
| Season   | Team     | GP  | GS | MPG  | FG%  | 3P%  | FT%  | RPG | APG | SPG | BPG | PPG  |
| -------- | -------- | --- | -- | ---- | ---- | ---- | ---- | --- | --- | --- | --- | ---- |
| 1972–73  | BOS      | 60  | –  | 8.0  | .420 | –    | .779 | 1.1 | 1.2 | –   | –   | 4.1  |
| 1973–74† | BOS      | 82  | –  | 14.2 | .501 | –    | .732 | 1.7 | 2.1 | .5  | .4  | 7.2  |
| 1974–75  | BOS      | 82  | –  | 19.3 | .510 | –    | .763 | 2.0 | 2.9 | 1.0 | .4  | 9.8  |
| 1975–76  | PHO      | 82  | –  | 36.1 | .494 | –    | .830 | 3.2 | 5.4 | 2.6 | .5  | 20.5 |
| 1976–77  | PHO      | 81  | –  | 32.1 | .518 | –    | .825 | 2.3 | 5.7 | 1.7 | .3  | 21.3 |
| 1977–78  | PHO      | 80  | –  | 31.0 | .516 | –    | .813 | 2.1 | 5.5 | 1.7 | .4  | 25.2 |
| 1978–79  | PHO      | 81  | –  | 32.6 | .535 | –    | .837 | 2.0 | 6.5 | 1.4 | .3  | 24.0 |
| 1979–80  | PHO      | 82  | –  | 32.5 | .525 | .280 | .862 | 2.3 | 5.1 | 1.5 | .4  | 21.9 |
| 1980–81  | SEA      | 36  | –  | 29.9 | .442 | .240 | .832 | 1.9 | 4.1 | 1.3 | .4  | 16.7 |
| 1981–82  | NYK      | 18  | 12 | 25.1 | .443 | .250 | .766 | 1.2 | 5.6 | 1.1 | .4  | 11.7 |
| 1982–83  | NYK      | 80  | 59 | 24.7 | .459 | .292 | .804 | 1.4 | 5.5 | 1.1 | .2  | 10.0 |
| 1983–84  | PHO      | 59  | 2  | 14.7 | .460 | .269 | .824 | .7  | 2.5 | .7  | .1  | 7.0  |
| Career   | Career   | 823 | 73 | 25.5 | .504 | .275 | .820 | 1.9 | 4.4 | 1.3 | .3  | 15.6 |
| All-Star | All-Star | 5   | 4  | 25.6 | .632 | .000 | .688 | 1.4 | 4.8 | 1.2 | 1.0 | 19.4 |

### プレーオフ
| Year   | Team   | GP  | MPG  | FG%  | 3P%  | FT%  | RPG | APG | SPG | BPG | PPG  |
| ------ | ------ | --- | ---- | ---- | ---- | ---- | --- | --- | --- | --- | ---- |
| 1973   | BOS    | 11  | 9.9  | .487 | –    | .714 | .6  | .8  | –   | –   | 3.9  |
| 1974†  | BOS    | 18  | 13.4 | .460 | –    | .733 | 1.2 | 1.7 | .4  | .1  | 5.7  |
| 1975   | BOS    | 11  | 16.6 | .469 | –    | .667 | 1.2 | 2.9 | .5  | .2  | 8.0  |
| 1976   | PHO    | 19  | 36.1 | .511 | –    | .763 | 2.5 | 5.1 | 1.8 | .5  | 21.1 |
| 1978   | PHO    | 2   | 33.0 | .468 | –    | .889 | 3.0 | 9.5 | .5  | .0  | 26.0 |
| 1979   | PHO    | 15  | 35.6 | .495 | –    | .788 | 2.2 | 4.3 | 1.0 | .3  | 22.4 |
| 1980   | PHO    | 8   | 31.6 | .486 | .083 | .875 | 1.3 | 3.9 | 1.4 | .4  | 20.9 |
| 1983   | NYK    | 6   | 26.0 | .440 | .375 | .769 | 1.3 | 5.7 | .3  | .3  | 9.5  |
| 1984   | PHO    | 17  | 13.1 | .375 | .222 | .875 | .5  | 2.2 | .7  | .0  | 5.3  |
| Career | Career | 107 | 22.9 | .481 | .207 | .789 | 1.4 | 3.3 | .9  | .2  | 12.5 |

## コーチ戦績

### NBA
| Team   | Season  | Regular season | Regular season | Regular season | Regular season | Playoffs | Playoffs | Playoffs | Playoffs | Playoffs                 |
| Team   | Season  | G              | W              | L              | W-L%           | G        | W        | L        | W-L%     | Results                  |
| ------ | ------- | -------------- | -------------- | -------------- | -------------- | -------- | -------- | -------- | -------- | ------------------------ |
| PHO    | 1992–93 | 82             | 62             | 20             | .756           | 24       | 13       | 11       | .542     | NBAファイナル敗退        |
| PHO    | 1993–94 | 82             | 56             | 26             | .683           | 10       | 6        | 4        | .600     | カンファレンス準決勝敗退 |
| PHO    | 1994–95 | 82             | 59             | 23             | .720           | 10       | 6        | 4        | .600     | カンファレンス準決勝敗退 |
| PHO    | 1995–96 | 33             | 14             | 19             | .424           | –        | –        | –        | –        | –                        |
| SEA    | 1998–99 | 50             | 25             | 25             | .500           | –        | –        | –        | –        | –                        |
| SEA    | 1999–00 | 82             | 45             | 37             | .549           | 5        | 2        | 3        | .400     | 1回戦敗退                |
| SEA    | 2000–01 | 15             | 6              | 9              | .400           | –        | –        | –        | –        | –                        |
| SAC    | 2009–10 | 82             | 25             | 57             | .305           | –        | –        | –        | –        | –                        |
| SAC    | 2010–11 | 82             | 24             | 58             | .293           | –        | –        | –        | –        | –                        |
| SAC    | 2011–12 | 7              | 2              | 5              | .286           | –        | –        | –        | –        | –                        |
| Career | Career  | 597            | 318            | 279            | .533           | 49       | 27       | 22       | .551     |                          |